# Change Islands
Change Islands es un pueblo canadiense situado en la provincia de Terranova y Labrador.

## Superficie
Change Islands tiene una superficie de 5,36 km².

## Demografía
En 2021, tenía 184 habitantes, una densidad poblacional de 34,3 hab./km², y 204 viviendas.